# Çayırbaşı, Göle
Çayırbaşı là một xã thuộc huyện Göle, tỉnh Ardahan, Thổ Nhĩ Kỳ. Dân số thời điểm năm 2010 là 397 người.